# المكتبة الوطنية الجزائرية
المكتبة الوطنية الجزائرية تأسست في 1835 من أجل القيام بمهمة جمع الكتب والوثائق. وهي المرجع الرئيس للمطبوعات في كل التخصصات وأقدم هيئات التوثيق في الجزائر.
تنقلت المكتبة بين عدة أبنية لتستقر في 1994 في الموقع الحالي في الحامة.
تحوي المكتبة 3868 من المجلدات المخطوطة معظمها بالعربية وبعضها بالتركية والفارسية. يعود أقدمها وهو جزء من القرآن بالخط الكوفي على جلد الغزال للقرن الثالث أو الرابع الهجري.

## تاريخ ومهام المكتبة
هي المرجع الأساسي والمركزي للإنتاج الفكري الوطني المطبوع في كل المجالات والتخصصات المعرفية، وهي أقدم الهـيئات الوثائقية في الجزائر.
أسست المكتبة الوطنية الجزائرية من قرار لوزير الثورة وذلك ابتداء من تاريخ 13 أكتوبر 1835 وكلف Adrian Berbrugger بهذه المهمة. بعد جمع الكتب والوثائق بدأت المكتبة تنتقل من مكان إلى آخر إلى أن تثبت سنة 1863 في قصر الداي مصطفى باشا. وفي سنة 1958 نقلت إلى مبنى في شارع فرانس فانون، وهو مبنى مساحته 4800 م2؛ وفي سنة 1986 بدأ مشروع بناء مكتبة وطنية جزائرية التي تم تدشينها في 1 نوفمبر 1994 في الموقع الجديد المتواجد بالحامة.
إن المكتبة الوطنية الجزائرية ذات صدى عالمي نضرا لحجم الكتب الذي تقوم بالحفاظ عليه من جهة وعدد القراء الذي تستقبله من جهة أخرى. وتعد من بين أكبر وأحدث المكتبات الوطنية العالمية، سواءً كان دلك من حيث مضمونها أو من حيث التقنيات للحفاظ على الكتب.
إضافة إلى هدا تلجئ المكتبة إلى استعمال طرق جد حديثة للمعالجة وللتسيير في علم المكتبات من بينها:
- تقنيات وتكنولوجيات للحفاظ على الكتب باستعمال عتاد متطور ومناسب.
- تسيير ألي للكتاب في تقسيم، الإعارة والبحث من طرف القارئ.
- النقل الآلي للكتاب لربح الوقت.
- تسهيل على القارئ إيجاد كتاب المرغوب فيه .

## مهام المكتبة الوطنية
- جمع وحفظ وتبليغ التراث الثقافي الوطني أيا كانت وسائطه وتكفل التفتح على التراث العالمي.
- تشارك في تطوير الشبكة الوطنية للمكتبات والوثائق، وفي هذا الإطار تضطلع المكتبة الوطنية بما يأتي:
- تجمع شموليا الوثائق الخاضعة للإيداع القانوني وتعالجها وتحافظ عليها دوما وتطبق التشريع المرتبط بها.
- تقتني وتعالج وتحافظ وتوزع المؤلفات والوثائق المكتوبة والسمعية والبصرية الصادرة عبر التراب الوطني وفي الخارج.
- تجمع مجموعات المخطوطات والقطع النقدية والأوسمة والوثائق النادرة والثمينة ذات الأهمية الوطنية وتضبط فهرس ذلك.
- تكون وتحافظ على مجموعات الوثائق المختلفة والمطبوعات والمخطوطات التي تتعلق بالجزائر، أو التي يؤلفها جزائريون، والمنشورة في الخارج، وكذلك الخرائط والتصاميم الموسيقية والمؤلفات الصوتية والسمعية البصرية.
- تحافظ على المطبوعات الرسمية الأجنبية المحصل عليها من خلال تطبيق الاتفاقات والاتفاقيات للتبادل الدولي وتتصرف تصرف المؤتمن عليها.
- تضع تحت تصرف المستعملين، لاسيما الباحثون، الوثائق والوسائل المادية الكفيلة بتسهيل نشاطهم.
- تشارك في تطوير البحث.
- تبادر بالمشاريع وتشارك في برامج البحث التي لها علاقة بميادين نشاطها.
- تعد وتنشر المواد الوثائقية الثانوية التي تتعلق بالتعرف على الوثائق المعنية وتحديد أماكنها (الفهارس المرجعية، قواعد المعطيات، خزائن المعلومات والفهارس الجامعة....).
- تقوم بإعداد جرود التراث الثقافي الوطني المكتوب والمحافظ عليه في المكتبات عبر التراب الوطني وفي الخارج.
- تشاك في تطوير اقتصاد المكتبات وتقنيات الوثائق.
- تشارك في التكوين وتحسين المستوى وتجديد معلومات المكتبيين والتقنيين والأخصائيين في الإعلام العلمي.
- تقوم بتبادل الوثائق والمعلومات العلمية والتقنية مع المكتبات والمؤسسات العلمية الوطنية والأجنبية.
- تشارك في إقامة الشبكة الوطنية لمراكز الوثائق ومصالحها وفي سيرها.
- تشارك في إنجاز شبكات المطالعة العمومية وفي تنشيطها
- تنظم الأنشطة والتظاهرات الثقافية والعلمية التي لها علاقة بهدفها
- تقدم خدمات المساعدة التقنية للمكتبات الأخرى ومراكز الوثائق ومصالحها في البلاد.
- تسند إلى الوثائق، التي تنشر عبر التراب الوطني، الرمز التقنيني المقرر في إطار الاتفاقات الدولية.

## منشورات المكتبة
عد مصلحة المنشورات أساسية وضرورية في أي مكتبة معاصرة، تطمح إلى خلق جو علمي متحرك وذلك بما تقدمه من خدمات علمية فهي تعنى بإعداد ونشر وطبع مختلف المنتوجات الوثائقية وفي مختلف الميادين الفكرية حيث ترتكز أساسا على الجانب المادي للوثيقة ويتمثل في تجميع المعلومات ومراجعة محتواها وإخراجها في شكلها النهائي. ونشير أن التصور النظري الذي قدم في سنة 2001، لم يتجسد فعليا إلا في سنة 2003، وتمثل في إعداد وإصدار نشرية المكتبة الوطنية الجزائرية.

## الأهــداف
- إصدار نشرات وصفية للوثائق الموجودة وتحديثها بقوائم المقتنيات الجديدة.
- تجميع البحوث والقوائم الببليوغرافية المنجزة من مصلحة البحث الببليوغرافي من أجل إمداد الباحث وتحديثها بما تسمح الظروف.
- إعداد ببليوغرافيات حول مواضيع تخص الجزائر (تاريخ، اقتصاد، سياسة …الخ)
- إعداد فهارس المعارض التي تقام حول الجزائر
- تجميع المداخلات المعروضة خلال الأيام الدراسية سواء المنظمة من طرف المكتبة أو المؤسسات الخارجية.

## المهــام
- إصدار رسالة المكتبة الوطنية الجزائرية وهي نشرة إخبارية ثقافية تصدرها المكتبة الوطنية الجزائرية، تضم كل النشاطات التي تقام بالمكتبة سواء المنظمة من مختلف مصالحها أو بالاشتراك مع المؤسسات الأخرى.

كما تتكفل بالإعلان عن برامج المشاريع المستقبلية.
- توزيع الرسالة على مختلف المؤسسات (كالوزارات، المعاهد، والمؤسسات الثقافية) بهدف التعريف بالمكتبة الوطنية الجزائرية والكنوز التي تحتويها من مخطوطات وكتب قيمة.

## بعض منشورات المكتبة الوطنية
- سلسلة الأدب الشعبي :
  - بوزيدي، محمد : صـوت الـجـزائـر : شـعـر/ محمـد بوزيدي،…؛ إشـراف نـور الـديـن راجـعـي.- الـجـزائـر : المكـتـبــة الـوطـنـيـة الـجـزائـريــة، 1997.- [176] ص. : صور؛ 24 سم.- (إصدارات المكـتـبـة الـوطـنـيـة). رقم الإيداع 972-97.- ردمك 8-08-901-9961
  - ديوان الشيخ قدور بن عشور الزرهوني : شـعـر مـن نـوع الـزجـل والمـلحـون / جـمـع وتـحـقــيــق وإعــداد مـحـمـد بـن عـمـرو الـزرهـوني.- الجـزائـر : الـمـكــتــبـة الـوطـنـيـة الـجـزائـريــة، 1996.- 826 ص.؛ 24 سـم.- (إصدارات المكـتـبـة الـوطـنـيـة : الأدب الشـعـبـي؛ 2). رقم الإيداع 440-99.- ردمك 7-03-901-9961
  - الطاهر، أحمد: الـشعـر الـمـلحـون الجـزائـري : إيـقـاعه وبحوره وأشكاله / أحمد الطاهر.
  - الـجـزائـر : الشـركـة الـوطنيـة للنشـر والتـوزيـع، 1975.- 420 ص.؛24 سم.- (إصدارات المكـتـبـة الـوطـنـيـة : الأدب الشعبي). النص بالعربية والفرنسية.رقم 33392
- سلسلة النصوص والدراسات التاريخية :
  - أبوبكر، أبي زكرياء يحيى : كتاب سير الأئمة وأخبارهم / أبي زكرياء يحيى بن أبي بكر؛ تحقيق وتعليـق إسمـاعيل العربي.- الجزائر : المكتبة الوطنية الجزائرية، 1979.- 208 ص.؛ 24 سم.- (إصدارات المكتبة الوطنية : النصوص والدراسات التاريخية؛ 3).

مقدمة بالعربية والفرنسية.- مراجع.- فهارس. رقم 39502 - 39503 - 67027
- - ابن خلدون، أبي زكرياء يحيى: بغية الرواد في ذكر الملوك من بني عبد الواد / أبي زكرياء يحيى بن خلدون؛ تقديم وتحقيق وتعليق عبد الحميد حاجيات،…- الجزائر : المكتبة الوطنية الجزائرية، 1980.- ج.؛ 24 سم.- (إصدارات المكتبة الوطنية : النصوص والدراسات التاريخية؛ 4).1 : [331] ص. مقدمة بالعربية والفرنسية.- فهارس.- مراجع. رقم I / 4562
  - ابن مرزوق التلمساني، محمد: المسند الصحيح في مآثر ومحاسن مولانا أبي الحسن / محمد بن مرزوق التلمساني؛ دراسة وتحقيق ماريا خيسوس بيغيرا، …، محمود بوعياد،

## مواقع خارجية
- الموقع الرسمي للمكتبة الوطنية الجزائرية

1. 1 2  تاريخ المكتبة من موقعها
2. ↑  قسم المخطوطات للموقع